# دان دبليو. بروك
دان دبليو. بروك (بالإنجليزية: Daniel Brock)‏ هو فيلسوف أمريكي، ولد في 1937.